# ATP Itaparica
Das ATP-Turnier von Itaparica (offiziell Citibank Open) war ein Herrentennisturnier, das 1982 und von 1986 bis 1990 auf der brasilianischen Insel Itaparica ausgetragen wurde.

## Geschichte
Gespielt wurde auf Outdoor-Hartplätzen. Das Turnier lief zuletzt im Rahmen der ATP World Series, der Vorgängerserie der ATP Tour 250. 1991 wurde das Turnier im Tourkalender durch die Banespa Open in São Paulo ersetzt.
Nur im Doppel konnten einheimische Spieler das Turnier gewinnen (1982 Givaldo Barbosa & João Soares sowie 1990 Mauro Menezes & Fernando Roese). Im Einzel erreichte mit Luiz Mattar einmal ein Brasilianer das Finale, er scheiterte jedoch am jungen Andre Agassi; es war sein erster Titel. Mats Wilander gewann auf Itaparica seinen letzten Profititel.

## Siegerliste
Die einzigen mehrfachen Turniersiegen waren im Doppel die Spanier Sergio Casal und Emilio Sánchez Vicario.

### Einzel
| Jahr                        | Sieger        | Finalgegner            | Ergebnis      |
| --------------------------- | ------------- | ---------------------- | ------------- |
| 1990                        | Mats Wilander | Marcelo Filippini      | 6:1, 6:2      |
| 1989                        | Martín Jaite  | Jay Berger             | 6:4, 6:4      |
| 1988                        | Jaime Yzaga   | Javier Frana           | 7:6, 6:2      |
| 1987                        | Andre Agassi  | Luiz Mattar            | 7:6, 6:2      |
| 1986                        | Andrés Gómez  | Jean-Philippe Fleurian | 4:6, 6:4, 6:4 |
| 1983–1985: keine Austragung |               |                        |               |
| 1982                        | Jaime Fillol  | Ricardo Acuña          | 7:6 6:4       |

### Doppel
| Jahr                        | Sieger                                      | Finalgegner                           | Ergebnis        |
| --------------------------- | ------------------------------------------- | ------------------------------------- | --------------- |
| 1990                        | Mauro Menezes Fernando Roese                | Tomás Carbonell Marcos Aurelio Górriz | 7:6, 7:5        |
| 1989                        | Rick Leach Jim Pugh                         | Jorge Lozano Todd Witsken             | 6:2, 7:6        |
| 1988                        | Sergio Casal (2) Emilio Sánchez Vicario (2) | Jorge Lozano Todd Witsken             | 7:6, 7:6        |
| 1987                        | Sergio Casal (1) Emilio Sánchez Vicario (1) | Jorge Lozano Diego Pérez              | 6:2, 6:2        |
| 1986                        | Chip Hooper Mike Leach                      | Loïc Courteau Guy Forget              | 7:5, 6:3        |
| 1983–1985: keine Austragung |                                             |                                       |                 |
| 1982                        | Givaldo Barbosa João Soares                 | Thomaz Koch José Schmidt              | 7:6, 2:1 aufgg. |